# Subregiones del Tolima

Subregiones del Tolima.

Con el nombre de subregiones se le conoce a las subdivisiones administrativas que conforman el departamento colombiano del Tolima. En total son 6 subregiones que no son relevantes en términos de gobierno, y que fueron creadas para facilitar la administración del departamento; agrupan los 47 municipios del departamento, incluyendo a la capital.
Las subregiones del Tolima son las siguientes:

## Subregiones
| Ibagué | Nevados                                                                                              | Norte                                                                 |
| --- | --- | --------------------------------------------------------------------- |
| Alvarado • Anzoátegui • Cajamarca • Coello • Espinal • Flandes • Ibagué • Piedras • Rovira • San Luis • Valle de San Juan | Casabianca • Herveo • Lérida • Líbano • Murillo • Santa Isabel • Venadillo • Villahermosa            | Ambalema • Armero • Falan • Fresno • Honda • Mariquita • Palocabildo  |
| Oriente | Sur                                                                                                  | Suroriente                                                            |
| Carmen de Apicalá • Cunday • Icononzo • Melgar • Villarica                                                                | Ataco • Chaparral • Coyaima • Natagaima • Ortega • Planadas • Rioblanco • Roncesvalles • San Antonio | Alpujarra • Dolores • Guamo • Prado • Purificación • Saldaña • Suárez |